# Сільхозферма
Сільхозфе́рма (рос. Сельхозферма) — селище у складі Охотського району Хабаровського краю, Росія. Входить до складу Інського сільського поселення.

## Населення
Населення — 28 осіб (2010; 79 у 2002).
Національний склад (станом на 2002 рік):
- росіяни — 90 %